# Sławno (powiat czarnkowsko-trzcianecki)
Sławno – wieś w Polsce położona w województwie wielkopolskim, w powiecie czarnkowsko-trzcianeckim, w gminie Lubasz.

## Historia
Miejscowość pierwotnie związana była z Wielkopolską. Ma metrykę średniowieczną i istnieje co najmniej od XIV wieku. Po raz pierwszy wymieniana w dokumencie zapisanym po łacinie z 1381 jako Slawno, 1389 Slawno, 1393 Slaffno, 1396 Slafno, 1418 Slawno Maior, 1437 Magnum Slawno, 1454 Szlawno, 1521 Slavno, 1577 Slawno Maius.
Domniemane grodzisko w Sławnie zwane Winną Górą w 1980 zostało zweryfikowane negatywnie i nie jest śladem dawnego zasiedlenia miejscowości.
Miejscowość była wsią szlachecką oraz gniazdem rodowym wielkopolskiego rodu Sławieńskich herbu Leliwa, a częściowo także przez Ninińskich i Włościejewskich. W 1435 leżała ona w powiecie kościańskim Korony Królestwa Polskiego. W 1462 wieś należała do parafii  Lubasz.
W latach 1389–1437 właścicielem wsi był Dobrogost zwany Sławskim, Sławińskim, Sławieńskim, a w 1409 Starym. W 1397 odnotowano go w dokumentach sądowych kiedy prowadził spory z Mikołajem Staszkowicem o 20 grzywien oraz z Wojtkiem mieszczaninem poznańskim. W latach 1435–1448 właścicielem majątku we wsi był także Jan Niniński, który kupił jej cześć. W latach 1487–1514 właścicielami wsi są bracia niedzielni Stanisław i Wincenty Sławieńscy.
Zachowała się bogata dokumentacja archiwalna dotycząca wsi. W latach 1546–1635 koło Sławna i Sławienka wymieniane są liczne obiekty, Dubioł, Dubiol prawdopodobnie pastwisko na ostrowie, które w 1635 należało do Wojciecha Włościejewskiego, a także inne lokalizacje. W 1548 koło Sławna odnotowano miejsce o nazwie Narty (org. Narthi), Ogrodzianka, Kamienna Góra, Łodziany Smug (org. Lodziany Smuk) i Łubno (org. Lubno), a także łąki Jechnowa, łączka Zbylutowa, łąka Raczicze. W latach 1554–1565 odnotowano miejsce zwane Kozia Nowina, a w 1554 łąkę Reczycza (org. Reczicza). W 1561 we wsi, w części należącej do Wawrzyńca Sławińskiego wymieniono las o nazwie Sokola Struga, łąkę Obórka (org. Oborka) oraz las Bukowiec. W 1565 wspomniano łąkę Riczicza położoną na uroczysku należącym do wsi.
Miejscowość odnotowały również historyczne spisy podatkowe. W 1469 Sławno zalegało z płaceniem podatków królewskich. W 1475 oraz w 1499 ponownie odnotowane w wykazach zaległości podatkowych. W 1508 miał miejsce pobór ze wsi. Odnotowano, że nie było w niej kmieci. W 1510 wieś odnotowana została jako lokowana i było w niej wówczas 20 zagród oraz folwark uprawiany przez czterech dziedziców. W 1563 miał miejsce pobór z części należącej do Jana Sławieńskiego od 3/4 łana, a z części Jerzego Sławieńskiego od 1/4 łana, natomiast z części Stanisława Sławińskiego od 1/4 łana. W 1577 pobrano podatki z części Marcina Włościejewskiego oraz z części należącej do Jarosza Hieronima Sławieńskiego. W 1580 sił miejsce pobór z części Jarosza Sławieńskiego od 2 półłanków, trzech zagrodników po 6 groszy, jednego zagrodnika 4 grosze, a także z części Macieja Włościejewskiego od 3 zagrodników; z części Sebastiana Sławińskiego od połowy łana oraz 4 zagrodników. W latach 1581–83 pobór ze Sławna płacili w 1581 Sebastian Sławieński, w 1581 i 1583 Zofia Sławińska, w 1582 Maciej Włościejewski i w 1583 Jarosz i Mikołaj Sławińscy.
Po rozbiorach Polski miejscowość wraz z całą Wielkopolską znalazła się w zaborze pruskim.
W latach 1975–1998 miejscowość należała administracyjnie do województwa pilskiego.